# Адельперга
Адельперга (нем. Adelperga, около 740 — после 788) — представительница лангобардской знати, в замужестве герцогиня Беневенто. В период с 787 по 788 год была регентом Беневенто при своем сыне Гримоальде. Дочь Дезидерия, короля лангобардов, и его жены Ансы.

## Детство
Адельперга была одной из четырёх дочерей лангобардского короля Дезидерия и его жены Ансы. Дата рождения неизвестна. Адельперга получила хорошее образование при дворе отца. Её учителем был Павел Диакон, посвятивший Адельперге «Римскую историю» (Historia Romana) и поэму Versus de Annis с акростихом Adelperga pia.

## Герцогиня
Примерно в 757 году Адельперга вышла замуж за Арехиса II, которого Дезидерий назначил новым герцогом взамен взбунтовавшегося Лиутпранда. Пара были известными покровителями искусства и науки того времени. Адельперга заказала своему давнему учителю Павлу Диакону составить «Римскую историю». Некоторые историки считают, что Павел некоторое время жил и работал при их дворе. Адельперга поддерживала постоянную переписку с Павлом.
Адельперга и Арехис основали церковь Санта-София в Беневенте, кроме того пара щедро жертвовала различным монастырям и церквям.
В 772 году Карл Великий развелся с Дезидератой и отослал её обратно к отцу. В 774 году захватив Королевство Лангобардов, Карл пленил родителей и сестру Адельперги и насильно постриг в монахи. Адельперга и её сестра Лиутберга начали борьбу против Карла Великого, чтобы вернуть свое наследство и отомстить ему. Лиутберга в итоге довела себя и свою семью до гибели, подстрекая своего мужа Тассилона III, герцога Баварии, к восстанию против его двоюродного брата Карла. Карл раскрыл заговор Тассилона и конфисковал его имущество, а Тассилона, Лиутбергу и их детей сослал в монастыри.
Адельперга оказалась более успешной; Арехис некоторое время сопротивлялся Карлу Великому, пока в 787 году не согласился заключить мир. Однако, по совету жены и византийцев, он отказался от мирного договора, по которому часть его герцогства должна была отойти Папской области.

## Регент
26 августа 787 года умер Арехис. Его старший сын Ромуальд скончался на месяц раньше, а младший сын Гримоальд находился в заложниках при дворе у Карла Великого. Адельперга стала править герцогством как регент. Герцогство в этот момент было втянуто в несколько войн. В 788 году Карл отпустил Гримоальда из плена взамен на признание господства франков и защиту Италии от Византийской империи. С прибытием сына её регентство закончилось. С этого момента нет никаких упоминаний Адельперги.

## Брак и дети
От брака с Арехисом III, герцегом Беневенто, Адельперга родила пятеро детей:
- Ромуальд (761/762 — 21 июля 787)
- Гримоальд III (ранее 773 — апрель 806), князь Беневенто с 787 года
- Гизульф (умер ранее 806)
- Теодерада (умерла после февраля 788)
- Адельхиза (после 773 — после ноября 817), аббатиса Сан-Сальваторе-д’Алифе